# ロブ・バーレット
ロブ・バーレット（Rob Barrett III、1969年1月29日 - ）は、アメリカ合衆国のデスメタル・バンド「カンニバル・コープス」のギタリストである。

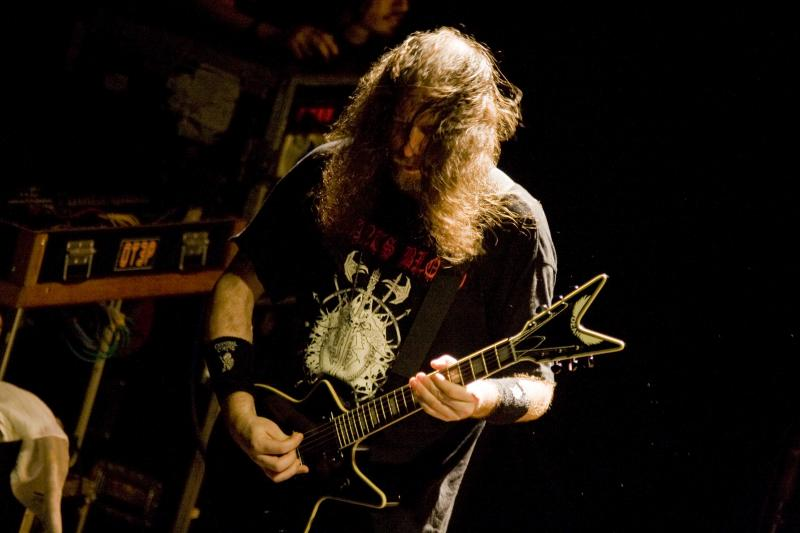
ロブ・バーレット

## 略歴
ニューヨーク州バッファローで生まれた。1990年にドラマーのアレックスマルケスとギタリストのデニスムニョスとバンドソルスティスを結成した。これが音楽活動の始まりである。同バンドは1991年にジム・モリスがプロデュースしたデモを録音し、ドイツのレーベルSPV/Steamhammerとレコード契約を結んだ。1992年に彼らは「Solstice」というタイトルのデビューアルバムをリリースした。同年、バレットとマルケスはマルヴォレント・クリエイションに参加することを決定し、ソルスティスを休止させました。彼らは報復のレコーディングに参加し、バンドとツアーを開催した。1993年、バレットはアレックス・ウェブスターから連絡を受け、カンニバル・コープスに加入した。